# Кузьмин, Дмитрий Александрович
Дми́трий Алекса́ндрович Кузьми́н (бел. Дзмітрый Аляксандравіч Кузьмін; род. 19 июня 1975, Орша) — белорусский баскетболист и тренер. Выступал на позиции разыгрывающего защитника.

## Игровая карьера
Дмитрий Кузьмин начал заниматься баскетболом в 1982 году в Оршанской СДЮШОР № 2. Первый тренер — Анатолий Фёдорович Резников. В 14 лет Кузьмин поступил в Республиканское училище олимпийского резерва в Минске, в составе белорусской команды юношей 1975 года рождения трижды выигрывал юношеский чемпионат СССР, один раз — в составе команды 1974 года рождения. Карьеру начинал в минском РТИ, оттуда в 1995 году перешёл в московское «Динамо». Следующие одиннадцать лет провёл в России, помимо московского «Динамо» выступал за иркутский «Шахтёр», петербургские «Спартак» и «Динамо», а также «Динамо» из Московской области. С последним играл в финале четырёх Кубка ФИБА в 2004 году.
В 2006 году Кузьмин вернулся в Белоруссию, сезон выступал за «Виталюр», затем два года играл за украинскую команду «Политехника-Галичина». В 2009 году опять вернулся в Белоруссию, провёл два сезона в клубе «Минск-2006». С 2011 года выступал за «Гродно-93». В 2013 году 38-летний Кузьмин стал самым возрастным игроком чемпионата Белоруссии. В 2016 году в возрасте 40 лет он сделал трипл-дабл в одной из игр чемпионата: 10 очков, 12 подборов, 11 результативных передач.
Был игроком сборной Белоруссии по баскетболу с 1993 по 2010 год.

## Тренерская карьера
В 2018 году Дмитрий Кузьмин завершил игровую карьеру в возрасте 43 лет и стал главным тренером женского клуба «Олимпия» (Гродно), привёл его к серебряным медалям чемпионата Белоруссии в сезоне 2018/2019.
С 2019 года - главный тренер клуба «Гродно-93», привёл его к бронзовым медалям чемпионата Белоруссии в сезоне 2019/2020. После неудачного завершения сезона 2020/2021 переведен на должность ассистента главного тренера. В 2022 году вернулся на пост главного тренера «Гродно-93», завоевал с ним Кубок Белоруссии-2024.
В сезоне-2024/2025 вместе с «Гродно-93» завоевал золотые медали чемпионата Беларуси. В решающем, пятом, матче финальной серии с БК «Минск» была одержана победа со счетом 69:66 (22:19, 14:17, 11:11, 22:19). «Гродно-93» выиграл золотые медали впервые с 2004 года, став 9-кратным чемпионом страны.

## Семья
Жена Ангелина, россиянка. Сын Артём родился в Иркутске в 1998 году, также баскетболист, выступал за молодёжный состав московского ЦСКА.

## Достижения

### В качестве игрока
- Чемпион СССР среди юношей 1974—1975 года рождения.
- Чемпион Европы среди молодёжных команд: 1994.
- Чемпион Белоруссии: 1993/94 (РТИ-2-РУОР), 1994/95 (РТИ), 2006/07 («Виталюр»), 2009/10, 20010/11 («Минск-2006»).
- Серебряный призёр чемпионата Белоруссии: 1992/93 (РТИ-2-РУОР), 20011/12, 2012/13, 2013/14, 2014/15, 2015/16, 2016/17 («Гродно-93»).
- Бронзовый призёр чемпионата Белоруссии: 2017/18 («Гродно-93»).
- Обладатель Кубка Белоруссии: 2006 («Виталюр»), 2009, 2010 («Минск-2006»).
- Финалист Кубка Белоруссии: 2011, 2013, 2014, 2016 («Гродно-93»).
- Серебряный призёр чемпионата России: 1995/96 («Динамо» Москва).

### В качестве тренера
- Чемпион Белоруссии: 2024/25 («Гродно-93»).
- Серебряный призёр чемпионата Белоруссии: 2022/23, 2023/24 («Гродно-93»).
- Бронзовый призёр чемпионата Белоруссии: 2019/20 («Гродно-93»).
- Серебряный призёр чемпионата Белоруссии среди женщин: 2018/19 («Олимпия»).
- Обладатель Кубка Белоруссии: 2024 («Гродно-93»).
- Финалист Кубка Белоруссии: 2022, 2023 («Гродно-93»).
- Финалист Кубка Белоруссии среди женшин: 2018 («Олимпия»).

## Статистика
| Сезон | Команда   | Лига                 | GP  | GS  | MPG  | FG%  | 3P%  | FT%  | RPG | APG | SPG | BPG | PFL | TOV | PPG  |
| --- | --------- | -------------------- | --- | --- | ---- | ---- | ---- | ---- | --- | --- | --- | --- | --- | --- | ---- |
| 2011/12 | Гродно-93 | Чемпионат Белоруссии | 32  | 30  | 22,6 | 41,6 | 30,1 | 73,8 | 4,1 | 5,1 | 1,3 | 0,1 | 2,2 | 3,1 | 9,2  |
| 2012/13 | Гродно-93 | Чемпионат Белоруссии | 35  | 30  | 23,1 | 42,9 | 30,9 | 75,8 | 5,9 | 5,1 | 1,5 | 0,1 | 2,3 | 3,2 | 9,6  |
| 2013/14 | Гродно-93 | Чемпионат Белоруссии | 40  | 39  | 21,2 | 43,8 | 40,6 | 73,4 | 5,1 | 5,0 | 1,2 | 0,1 | 1,7 | 2,9 | 10,1 |
| 2014/15 | Гродно-93 | Чемпионат Белоруссии | 38  | 36  | 23,7 | 41,3 | 26,5 | 86,7 | 5,8 | 5,2 | 1,8 | 0,1 | 1,7 | 2,4 | 10,9 |
| 2015/16 | Гродно-93 | Чемпионат Белоруссии | 31  | 9   | 19,8 | 46,9 | 40,4 | 81,3 | 5,3 | 4,5 | 1,6 | 0,1 | 1,6 | 1,5 | 10,7 |
| 2016/17 | Гродно-93 | Чемпионат Белоруссии | 40  | 31  | 25,5 | 46,9 | 38,9 | 83,2 | 5,4 | 5,3 | 1,7 | 0,1 | 1,6 | 2,2 | 11,7 |
| 2017/18 | Гродно-93 | Чемпионат Белоруссии | 47  | 5   | 16,9 | 44,4 | 33,3 | 78,2 | 3,1 | 4,8 | 1,3 | 0,1 | 1,3 | 1,9 | 6,3  |
| Всего | Всего     | Всего                | 263 | 180 | 21,7 | 43,9 | 34,3 | 79,1 | 4,9 | 5,0 | 1,5 | 0,1 | 1,8 | 2,4 | 9,7  |
| Наведите курсор мыши на аббревиатуры в заголовке таблицы, чтобы прочесть их расшифровку Статистика приведена с сайта basketball.realgm.com |           |                      |     |     |      |      |      |      |     |     |     |     |     |     |      |